# Christophe Mazel
Christophe Mazel, né le 28 janvier 1967 à Nîmes (Gard), est un ancien joueur de handball, reconverti entraîneur.
Il a évolué au poste de demi-centre et d'ailier gauche à l'USAM Nîmes, au Montpellier Handball, à l'US Créteil, à Massy, puis de nouveau à l'USAM Nîmes. Sa carrière de joueur s'étend de1985 à 2000.
A partir de 2002, il entame une carrière d'entraîneur, successivement à l'USAM Nîmes, au Istres Ouest Provence Handball, à l'US Créteil et à la JDA Dijon Handball.

## Biographie
Christophe Mazel a débuté le handball au club du CS Marguerittes – créé par son père Michel – et y a évolué jusqu'à ses 15 ans. Il intègre la section Sport-Études au lycée Alphonse-Daudet à Nîmes, et rejoint à ce moment le club de l'USAM Nîmes. Il joue alors avec les Espoirs pendant quelques saisons, avant d'intégrer progressivement l'équipe première.

### Carrière de joueur
Sa carrière professionnelle débute donc à Nîmes, au moment de la période la plus faste du club. Il remporte les deux premiers titres de Champion de France (1988 et 1990) de l'histoire de l'USAM, ainsi qu'une Coupe de France (1986). Durant cette période, il effectue son Service Militaire au sein du Bataillon de Joinville (équipe de France militaire) en 1989. En 1990, il rejoint le club de Montpellier Handball, alors en deuxième division, pendant une saison. Il signe ensuite un an à l'US Créteil avant de rejoindre le club de Massy avec lequel il termine Champion de France de D2 en 1993. En 1994, il revient ensuite jouer à l'USAM Nîmes, en liquidation judiciaire, et y termine sa carrière de joueur en 2000.

### Cursus académique
Durant sa carrière de joueur, Christophe Mazel a suivi un parcours académique orienté vers le sport. Il a étudié à l'UFR STAPS (Sciences et Techniques des Activités Physiques et Sportives) de Montpellier, puis à l'INSEP (Institut National du Sport, de l'Expertise et de la Performance), ce qui lui a permis d'acquérir des connaissances théoriques et pratiques essentielles pour sa carrière d'entraîneur. Il a également passé ses diplômes d'entraineur, obtenant le Brevet d'État d'éducateur sportif (BEES) de 2e degré en 1995.

### Carrière d'entraîneur
La transition vers le rôle d'entraîneur se fait rapidement. Sa carrière de joueur terminée, il est nommé responsable du centre de formation de l'USAM et de l'équipe réserve pendant deux ans, puis devient entraineur principal de l'équipe première en 2002.
Sa première expérience dure quatre ans. Son passage à l'USAM Nîmes a marqué le début de sa transition réussie du terrain au banc, posant les bases de sa carrière d'entraîneur. Il a mené l'équipe à la sixième place du championnat de France de D1 et aux quarts de finale de la Coupe de la Ligue lors de la saison 2005-2006. Il a été l'un des entraîneurs qui ont marqué l'histoire du club.
Il a ensuite été l'entraîneur principal d'Istres Provence Handball de 2007 à 2013. Durant son mandat, le club a remporté la Coupe de la Ligue en 2009, un titre majeur dans l'histoire d'Istres. Cette victoire en Coupe de la Ligue représente le principal palmarès d'Istres Provence Handball sous la direction de Christophe Mazel.
De 2013 à 2015, Christophe Mazel a été directeur sportif du HBC Nîmes où il a contribué au développement du handball féminin.
Il a ensuite poursuivi sa carrière d'entraîneur en rejoignant l'US Créteil Handball en 2015. Il a contribué à maintenir le club à un bon niveau en Lidl Starligue, tout en travaillant avec des joueurs talentueux et en développant des jeunes joueurs, jusqu'à obtenir une qualification pour la Coupe EHF en 2017.
Il obtient son diplôme d'entraîneur Européen – Mastercoach – en 2018, qui permet d'entraîner et de manager au niveau international.
En 2019, Christophe Mazel a pris les rênes de l'équipe féminine de la JDA Bourgogne Dijon. Sous sa direction, l'équipe a réalisé des performances notables, se classant cinquième du championnat de France en mai 2023 et obtenant une qualification pour la Coupe d'Europe. Cependant, en novembre 2023, il a annoncé qu'il ne prolongerait pas son contrat avec la JDA Dijon au-delà de la saison 2023-2024.

## Palmarès

### En tant que joueur
- Vainqueur du Championnat de France en 1988 et 1990 (avec l'USAM Nîmes 30)
- Vainqueur de la Coupe de France avec l'USAM Nîmes en 1986 (avec l'USAM Nîmes 30)
- Vainqueur du Championnat de France de D2 en 1993 (avec Massy)

### En tant qu'entraîneur
- Vainqueur de la Coupe de la Ligue en 2009 (avec avec Istres OPH)
- Qualification pour la Coupe de l'EHF en 2010 (avec avec Istres OPH) et en 2017 (avec avec US Créteil)
- Qualification pour la Ligue européenne avec la JDA Dijon Handball en 2023-2024, après avoir mené l'équipe à une 5e place en championnat lors de la saison 2022-2023.